# Manchester United Football Club 1999-2000
Questa voce raccoglie le informazioni riguardanti il Manchester United Football Club nelle competizioni ufficiali della stagione 1999-2000.

## Rosa
| N. |                        | Ruolo | Calciatore           |
| -- | ---------------------- | ----- | -------------------- |
| 1  | Australia (bandiera)   | P     | Mark Bosnich         |
| 2  | Inghilterra (bandiera) | D     | Gary Neville         |
| 3  | Irlanda (bandiera)     | D     | Denis Irwin          |
| 4  | Inghilterra (bandiera) | D     | David May            |
| 5  | Norvegia (bandiera)    | D     | Ronny Johnsen        |
| 6  | Paesi Bassi (bandiera) | D     | Jaap Stam            |
| 7  | Inghilterra (bandiera) | C     | David Beckham        |
| 8  | Inghilterra (bandiera) | C     | Nicky Butt           |
| 9  | Inghilterra (bandiera) | A     | Andrew Cole          |
| 10 | Inghilterra (bandiera) | A     | Teddy Sheringham     |
| 11 | Galles (bandiera)      | C     | Ryan Giggs           |
| 12 | Inghilterra (bandiera) | D     | Phil Neville         |
| 14 | Paesi Bassi (bandiera) | C     | Jordi Cruyff         |
| 15 | Svezia (bandiera)      | C     | Jesper Blomqvist     |
| 16 | Irlanda (bandiera)     | C     | Roy Keane (capitano) |

| N. |                              | Ruolo | Calciatore           |
| -- | ---------------------------- | ----- | -------------------- |
| 17 | Paesi Bassi (bandiera)       | P     | Raimond van der Gouw |
| 18 | Inghilterra (bandiera)       | C     | Paul Scholes         |
| 19 | Trinidad e Tobago (bandiera) | A     | Dwight Yorke         |
| 20 | Norvegia (bandiera)          | A     | Ole Gunnar Solskjær  |
| 21 | Norvegia (bandiera)          | D     | Henning Berg         |
| 24 | Inghilterra (bandiera)       | D     | Wes Brown            |
| 25 | Sudafrica (bandiera)         | C     | Quinton Fortune      |
| 26 | Italia (bandiera)            | P     | Massimo Taibi        |
| 27 | Francia (bandiera)           | D     | Mikaël Silvestre     |
| 28 | Inghilterra (bandiera)       | D     | Danny Higginbotham   |
| 30 | Inghilterra (bandiera)       | D     | Ronnie Wallwork      |
| 34 | Inghilterra (bandiera)       | C     | Jonathan Greening    |
| 35 | Irlanda del Nord (bandiera)  | A     | David Healy          |
| 37 | Irlanda (bandiera)           | D     | John O'Shea          |
| 39 | Inghilterra (bandiera)       | C     | Luke Chadwick        |